# Elias Boudinot
Elias Boudinot (født 1802, død 22. juni 1839), oprindeligt Gallegina Uwati [ᎦᎴᎩᎾ ᎤᏩᏘ], også kendt som Buck Watie var et medlem af en fremtrædende cherokee-slægt i begyndelsen af 1800-tallet i det, der nu er Georgia. Hans cherokee-navn betyder enten 'rådyrhan' eller 'kalkun'. Han gik på en missionærskole i Connecticut og blev en af flere ledere, der troede på, at akkulturation var afgørende for cherokesernes overlevelse. Han havde en betydelig indflydelse i perioden op til forflytningen til Indianerterritoriet. I 1828 blev Boudinot redaktør af avisen Cherokee Phoenix, den første avis udgivet af oprindelige folk i USA. Avisen udkom i både en engelsk- og en cherokee-sproget udgave for at demonstrere cherokesiske bedrifter og for at opbygge en enhed inden for cherokee-folket, mens det var under pres for at blive forflyttet af den amerikanske regering. 
I 1826 ægtede Elias Boudinot Harriet R. Gold, datter af en prominent New England-familie fra Cornwall (Connecticut). Han mødte hende, mens han studerede på missionsskolen i byen. Skønt hans fætter, John Ridge, året forinden ligeledes havde giftet sig med en kvinde af europæisk afstamning, var Boudinots giftermål kontroversielt og mødte modstand fra mange af byens beboere. I 1825 havde cherokesernes nationalråd besluttet, at efterkommere efter cherokee-fædre og hvide mødre blev opfattet som hørende til cherokee-folket. Boudinot-parret flyttede derfor tilbage til hans hjemstavn og bosatte sig i New Echota, hvor de fik seks børn.
Boudinot troede på, at forflytningen var uundgåelig. Han og andre ligesindede underskrev New Echota-aftalen i 1835, men den blev ikke underskrevet af overhøvdingen, John Ross, og der var modstand mod aftalen i store dele af stammen. Året efter blev stammen tvunget til at rømme deres område og flytte mod vest.
Efter hans hustrus død i 1836 flyttede Boudinot til Indianerterritoriet. Han og tre andre af lederne fra aftaletilhængerne blev myrdet i juni 1839 af medlemmer af Ross-tilhængerne. Hans forældreløse børn blev derpå sendt til hans svigerforældre i Connecticut, hvor de kom til at gå i skole. Hans søn, Elias Cornelius Boudinot, vendte efter at være blevet uddannet igen vestpå og bosatte sig i Fayetteville (Arkansas), hvor han blev advokat. Han var også aktiv i politik hos cherokee-folket og i det Demokratiske Parti.